# Civeta llúdria
La civeta llúdria (Cynogale bennettii) és una civeta semiaquàtica del gènere Cynogale de la subfamília Hemigalinae

## Hàbitat
A causa de la seva naturalesa semiaquàtica, la civeta llúdria resideix en els aiguamolls pantanosos i les vores de rierols i dels rius en zones tropicals del sud-est asiàtic i d'Indonèsia. Les civetes llúdria són animals terrestres, però mai s'allunyen massa de l'aigua.

## Anatomia
Les civetes llúdria fan entre 70,5 i 88 centímetres des del cap fins a la cua. El pèl canvia de color des del pàl·lid prop de la pell fins al gairebé negre de les puntes. El pelatge negre es barreja amb cabells blancs, donant-li un aspecte mat. Té uns bigotis molt llargs formats per molts pèls. La civeta llúdria és un excel·lent exemple de la diversificació i l'especialització que hi ha dins de la família dels vivèrrids.
La civeta llúdria té diverses característiques que li permeten un estil de vida aquàtic. Les seves fosses nasals i les seves orelles, es poden tancar con amb aletes, i els seus peus són palmats i amples per poder nedar. Les seves dents mostren similituds amb les d'una foca. La civeta llúdria té tres premolars, dues de les quals són esmolades. Les molars són amples i rugosos. El patró de les dents és diferent del típic de la majoria de carnívors.

## Reproducció
Hi ha molt poca informació sobre els patrons de cria de la civeta llúdria. Se sap que les femelles generalment tenen entre dues i tres cries per temporada, que neixen sense pèl a l'esquena. S'han trobat cries encara amb les mares al maig. Els mascles tenen glàndules odoríferes prop de les zones genitals dels mascles, les quals podria ser que tinguessin alguna funció en la reproducció.

## Comportament
Alguns científics han informat que la civeta llúdria és un nedador excel·lentment adaptat. Altres experts han informat que la civeta llúdria no és un nedador molt ràpid i que el més probable és que capturi les seves preses grimpant pels arbres en lloc de nedant. Sorprenentment s'ha observat que la civeta llúdria és un hàbil escalador. Caminen amb el cap i la cua cots i l'esquena arquejada. Aquestes rars criatures són animals nocturns i difícil d'observar en el seu hàbitat natural.

## Dieta
A jutjar pels patrons de les dents de la civeta llúdria, els científics creuen que la seva dieta consisteix en peixos, musclos, crancs, petits mamífers i aus. També es creu que captura petits mamífers i aus rapinyaires quan aquestes beuen a les vores dels rierols i dels rius. S'ha hipotetitzat que espera les seves preses surant per la superfície de l'aigua, com un cocodril o caiman.

## Importància econòmica
De les glàndules que tenen prop dels genitals, s'extreu l'oli de civeta. Aquesta substància s'ha fet servir durant segles per fabricar perfum.

## Estat de conservació
Els experts han hipotetitzat que les poblacions de civeta llúdria han disminuït com a mínim en un 50%. Les possibles causes són la pèrdua d'hàbitat pels assentaments humans i l'agricultura. També s'ha considerat com a posi ble causa, la competició amb altres espècies més ben adaptades.